# Черепнёв, Олег Васильевич
Олег Васильевич Черепнёв (бел. Алег Васільевіч Чарапнёў; род. 3 июня 1972, Минск) — белорусский футболист, защитник, футбольный судья, тренер.

## Биография
Воспитанник футбольной школы минского «Динамо», первый тренер — Евгений Кузнецов. Профессиональную карьеру начал в первом сезоне независимого чемпионата Белоруссии в бобруйском клубе «Трактор» (позднее — «Фандок», «Бобруйск»), в его составе провёл три года, сыграв 88 матчей в высшей лиге. Финалист Кубка Белоруссии 1993/94. В начале 1995 года перешёл в мозырский МПКЦ, с которым поднялся из первой лиги в высшую, а в осеннем сезоне 1995 года стал вице-чемпионом страны. В 1996 году вернулся в Бобруйск, где выступал за другой городской клуб — «Белшину» и стал бронзовым призёром чемпионата. В 1997 году перешёл в минское «Торпедо», где провёл два сезона.
С 1999 года в течение пяти сезонов выступал за «Гомель», провёл в его составе 139 матчей в чемпионате. Становился чемпионом (2003), бронзовым медалистом (1999), обладателем Кубка Белоруссии (2002). Принимал участие в матчах еврокубков. В конце карьеры провёл один сезон в брестском «Динамо».
Всего в высшем дивизионе Белоруссии сыграл 339 матчей и забил 5 голов.
После окончания игровой карьеры стал футбольным арбитром, представлял города Бобруйск и Гомель. Имел национальную категорию (2010). В 2010—2014 годах в качестве главного арбитра отсудил 66 матчей высшей лиги Белоруссии, а с учётом первой лиги — более 100 игр. Считался жёстким судьёй, показывал в среднем 4 жёлтых карточки за игру. Однако в 2014 году после матча «Торпедо-БелАЗ» — «Шахтер», в котором он сначала назначил пенальти, а потом отменил его, был отстранён от судейства высшей лиги. В следующем году также был отстранён от судейства первой лиги. Некоторое время работал в России в строительной компании и одновременно судил матчи любительских соревнований, но всё же принял решение закончить с судейством и начать тренерскую карьеру.
В 2016 году получил тренерскую категорию «B». Некоторое время работал с юношескими командами «Гомеля». В 2020 году назначен главным тренером «Химика» (Светлогорск), играющего в первой лиге.